# وروجن سفلی (هوراند)
وروجن سفلی یکی از روستاهای استان آذربایجان شرقی است که در دهستان چهاردانگه بخش مرکزی شهرستان هوراند واقع شده‌است. این روستا ۱۸۰ نفر جمعیت دارد.